# Фесенко Іван Федорович
Фесенко Іван Федорович (* 27 травня 1846, Баранівка, Миргородський повіт, Полтавська губернія —† січень 1882, Одеса, Херсонська губернія, Російська імперія) — український революційний народник, один із перших марксистів в Україні та Російській імперії.

## Життєпис
Народився у сім'ї диякона.
Вчився у Полтавській духовній семінарії, але курсу не закінчив. Потім навчався у Ніжинському юридичному ліцеї.
Наприкінці 1860-х років перевівся до Імператорського Санкт-Петербурзького університету, де навчався на філологічному, а згодом юридичному факультеті . У той час за поглядами був близький до чайковців.
Організовував народницькі гуртки у Петербурзі (1874, 1876) та Києві (1874—75), пропагував марксистські погляди. Від 1972 року мав виданий у російському перекладі «Капітал» К. Маркса.
За кордоном, під час поїздок у 1872—74 роках разом із Дмитром Лизогубом, зустрічався з К. Марксом і Ф. Енгельсом .
Коли у Георгія Плєханова, тоді студента Гірничого інституту, виникли проблеми із вивченням праць К. Маркса та Ф. Енгельса, його познайомили з Іваном Фесенком, що допоміг йому та іншим початкуючим марксистам Санкт-Петербурга оволодіти основами економічної теорії марксизму. Як досвідчена людина у вивченні цих питань він регулярно читав їм лекції з політичної економії .
У червні 1875 року був арештований за соціалістичну пропаганду у с. Олександрівці Катеринославської губернії.
У 1876—1978 роках читав лекції серед робітників Петербурга, пропагуючи погляди К. Маркса.
Влітку 1878 у зв'язку з хворобою переїхав до Одеси.
У січні 1880 його знову було заарештовано. Перед відправкою на заслання помер.

### Родина
Був одружений із сестрою Лева Дейча .